# Макров Андрій Володимирович
Андрій Володимирович Макров (14 грудня 1979, м. Таллінн, Естонія) — естонський хокеїст, центральний нападник. 
Вихованець ДЮСШ Таллінн. Виступав за ЦСКА-2 (Москва), ХІФК-U-20 (Гельсінкі), ФПС (Форсса), «Нафтовик» (Леніногорськ), «Молот-Прикам'є» (Перм), «Нафтовик» (Альметьєвськ), «Торпедо» (Нижній Новгород), ХК «Дмитров», «Юність» (Мінськ), «Динамо» (Мінськ), ХК «Гомель», «Акроні» (Єсеніце), Металург Жлобин.
У складі національної збірної Естонії учасник чемпіонатів світу 1998 (група B), 1999 (група B), 2000 (група B), 2001 (дивізіон I), 2002 (дивізіон II), 2003 (дивізіон I), 2004 (дивізіон I), 2005 (дивізіон I), 2006 (дивізіон I), 2007 (дивізіон I), 2008 (дивізіон I), 2010 (дивізіон II) і 2011 (дивізіон I). У складі молодіжної збірної Естонії учасник чемпіонатів світу 1997 (група D) і 1999 (група C). 
Досягнення
- Чемпіон Білорусі (2007, 2012), срібний призер (2009), бронзовий призер (2008, 2011)
- Чемпіон Словенії (2010)
- Володар Кубка Білорусі (2011), фіналіст (2010).